# Largs
Largs (gael. An Leargaidh Ghallda) – miasto położone w zachodnim wybrzeżu Szkocji, nad Firth of Clyde. Nazwa w języku gaelickim znaczy „stoki”.
Jest popularnym nadmorskim kurortem z molem, ponadto rynek szczyci się powiązaniem historycznym z wikingami oraz związanym z tym corocznym festiwalem odbywającym się co wczesnym wrześniem. W 1263 roku doszło tu do bitwy pod Largs między Norwegami a oddziałami szkockimi.

## Historia
Largs ewoluował z posiadłości w North Cunninghame, nad którymi panowali Montgomeries z Skelmorlie. Sir Robert Montgomerie zbudował Skelmorlie Aisle w starym kościele z Largs w 1636 roku rodzinne mauzoleum, które jako jedyne z budynku kościoła przetrwało do XXI wieku.
W XIX wieku, z małej wsi koło kościoła, Largs przekształciło się w nadmorski kurort. Pojawiły się duże hotele oraz molo, zbudowane w roku 1834. Popularność miejsca zwiększyła się jeszcze po roku 1895, kiedy to kolej połączyła miejscowość z resztą kraju. Wybudowano tu kilka znaczących rezydencji, z których najbardziej znana to „Netherhall”, rezydencja należąca do Williama Thomsona 1. Barona Kelvin, uczonego – fizyka i przyrodnika.
Podczas II wojny światowej, Hollywood Hotel był siedzibą Dowództwa Operacji Połączonych. W tym czasie król Norwegii Haakon VII, będący wtedy na emigracji z powodu okupacji swego królestwa, odwiedził Largs w roku 1944 stając się pierwszym honorowym obywatelem miasta.

## Interesujące miejsca
Jedną z bardziej interesujących rzeczy jest neolityczny grobowiec, zwany Haylie Chambered Tomb. Odkryty we wczesnym okresie XX wieku, datowany jest na lata 3000–2000 p.n.e.
Zamek Kelburn położony w pobliżu Largs, jest rodową siedzibą rodziny Boyle, dziedzicznych Hrabiów Glasgow.Uważany za najstarszy w Szkocji zamek zamieszkany przez jedną rodzinę.

## Znani ludzie
- Lou Macari – szkocki piłkarz
- Sam Torrance – szkocki golfista.

## Miasta partnerskie
- Andernos-les-Bains